# Conrad Miret i Musté
Pour les articles homonymes, voir Miret i Musté (homonymie).
Conrad Miret i Musté, né le 15 avril 1906 à Barcelone et assassiné le 27 février 1942 à Paris, est un communiste républicain catalan. Engagé dans le combat contre les nazis en France en 1939, il s'illustre comme résistant dans les groupes de l'Organisation spéciale de la Main-d'œuvre immigrée, précurseur des FTP-MOI de la région parisienne.
Il est le frère de l'homme politique Josep Miret i Musté, déporté et assassiné au camp de Mauthausen, en Autriche.

## Biographie
Conrad Miret i Musté naît à Barcelone, dans une famille pauvre de républicains. Grand sportif, comme son frère Josep, d'un an son cadet, il joue dans l'équipe de rugby du FC Barcelone. Il adhère d'abord à l'Union socialiste de Catalogne, parti qui doit plonger dans la clandestinité sous la dictature de Primo de Rivera, avant d'intégrer en 1936 le Parti socialiste unifié de Catalogne, parti communiste affilié à l'Internationale communiste.
Pendant la Guerre d'Espagne, il combat dans l'Armée populaire de la République avec le grade de commandant dans le 2e Bataillon de la 140e Brigade mixte, d'abord engagée à Belchite, puis à la défense de Lérida, pendant la bataille de l'Èbre. Lors de la Retirada, il passe en France avec son unité en février 1939. Il est interné dans les camps de concentration français d'Argelès et de Saint-Cyprien.
Son frère Josep, alors le principal dirigeant du PSUC clandestin en France, lui demande de fonder les premiers groupes armés de la MOI en 1941. À partir de juillet 1941, il organise des actions avec Yves Kermen et Louis Marchandise, et dès la fin août 1941, il dirige les premiers groupes de militants de la MOI. Il organise notamment la grande opération du 19 septembre 1941 contre le garage SOGA, boulevard Pershing, garage de réparation nazi. Il travaille également avec le Hongrois Joseph Boczor qui devient son adjoint. On parle à ce moment de l'« Organisation spéciale » de la MOI, et dans ce cadre, Conrad Miret participe aussi à l'édition clandestine de tracts et d'organes de presse en catalan.
Miret a été arrêté par les Brigades spéciales et détenu aux Invalides à partir du 10 février 1942. La police vichyste le livre aux Allemands le 27 février. Il meurt le jour même sous la torture, dans la prison de la Santé. Il a été reconnu « mort pour la France » le 6 mai 2013.

## Hommages publics
- Plaque commémorative votée à l'unanimité du Conseil de Paris en 2013[10], sur les murs de la prison de la Santé, boulevard Arago, dans le 14e arrondissement de Paris, inaugurée le 12 juin 2014[11].
- Plaque commémorative sur son domicile dans le quartier de l'Eixample, au no 68 carrer d'Aribau (ca)[12], à Barcelone, inaugurée en 2018[13].